# Dedalopterus itohi
Dedalopterus itohi är en skalbaggsart som beskrevs av Guido Sabatinelli och Pontuale 1998. Dedalopterus itohi ingår i släktet Dedalopterus och familjen Melolonthidae. Inga underarter finns listade i Catalogue of Life.